# Umiujaq
Pour Umiujaq (terre réservée inuit), voir Umiujaq (terre réservée inuit).
Umiujaq (inuktitut : ᐅᒥᐅᔭᖅ) est un village nordique du Nunavik de l'administration régionale Kativik situé dans la région administrative du Nord-du-Québec, au Québec. Le village se trouve à 15 km à l'ouest du lac Tasiujaq, sur les rives de la baie d'Hudson, et à 50 km au nord-ouest de la colline Kaamachistaawaasaakaaw. Il s'agit de la municipalité québécoise où l'âge moyen des habitants est le plus bas de toute la province. En effet, selon le recensement de 2021, les habitants de la municipalité ont en moyenne 24,9 ans.
Umiujaq est également le nom d'une terre réservée inuit.
Les services de police du village sont assurés le Corps de police régional Kativik, fondé en 1995.

## Toponymie
Son nom fait référence à une colline aux alentours qui ressemble à un oumiak échoué. La toponymie du village signifie « Qui ressemble à un bateau ».

## Histoire
Au bord de la baie d'Hudson, Umiujaq a été établie en 1986 par des Inuits de Kuujjuarapik établis 160 km plus au sud qui avaient décidé de quitter en raison du projet de la Baie-James.
Les Inuits négocièrent une clause à l'intérieur de la Convention de la Baie-James et du Nord québécois de 1975 prévoyant la relocalisation de la population de Kuujjuarapik vers un territoire non affecté par le développement hydroélectrique. À la suite d'un référendum tenu en 1982, des Inuits optent pour la création de cette nouvelle communauté où ils pourront conserver leur mode de vie traditionnel en poursuivant leurs activités de chasse et de pêche. La construction d'Umiujaq se termina en 1986.

## Démographie

### Population
| 1996 | 2001 | 2006 | 2011 | 2016 |
| ---- | ---- | ---- | ---- | ---- |
| 315  | 348  | 390  | 444  | 448  |

### Langues
À Umiujaq, selon l'Institut de la statistique du Québec, la langue la plus parlée le plus souvent à la maison en 2011 sur une population de 440 habitants, est l'inuktitut à 92,05%, le français à 2,27% et l'anglais à 5,68%.

## Administration
| Période                                  | Période  | Identité         | Étiquette | Qualité |
| ---------------------------------------- | -------- | ---------------- | --------- | ------- |
| ?                                        | 2015     | Charlie Tooktoo  |           |         |
| 2015                                     | 2018     | Louisa Tookalook |           |         |
| 2018                                     | 2021     | Jack Niviaxie    |           |         |
| 2021                                     | En cours | Davidee Sappa    |           |         |
| Les données manquantes sont à compléter. |          |                  |           |         |

## Éducation
La Commission scolaire Kativik administre l'École Kiluutaq.